# Капистрелло
Капистрелло (итал. Capistrello) — коммуна в Италии, расположена в области Абруццо, подчиняется административному центру Л’Акуила.
Население составляет 5456 человек (на 2005 г.), плотность населения составляет 89,65 чел./км². Занимает площадь 60,86 км². Почтовый индекс — 67053. Телефонный код — 0863.
Покровителем населённого пункта считается Антоний Падуанский. Праздник ежегодно празднуется 13 июня.